# جو كيو تشانج
جو كيو تشانج (بالكورية: 주규창)‏‏ (25 نوفمبر 1928 - 3 سبتمبر 2018) هو سياسي كوري شمالي، عمل مديرًا لإدارة صناعة الآلات في حزب العمال الكوري.